# Kapa Cignidi
Kapa Cignidi so šibek meteorski roj, ki je aktiven v avgustu skupaj z bolj aktivnimi in znanimi Perzeidi. Poimenovan je po zvezdi Kapa Laboda, blizu katere leži njegov radiant. Pogosti so bolidi.
Prvi jih je opazoval Madžar N. de Konkoly leta 1874.